# Tomás Reynoso
Tomás Reynoso (* 12. Dezember 1935 in Esperanza) ist ein ehemaliger mexikanischer Fußballspieler auf der Position eines Verteidigers.

## Leben
Reynoso stand von 1955 bis 1967 beim damals noch in der Hauptstadt angesiedelten Club Necaxa unter Vertrag. Mit den Necaxistas gewann er zweimal den mexikanischen Pokalwettbewerb (1960 und 1966) und 1966 außerdem den Supercup durch einen 2:0-Erfolg gegen den Stadtrivalen América, der im selben Jahr die Meisterschaft gewonnen hatte.
Noch erfolgreicher war Reynoso mit seinem zweiten Verein Deportivo Toluca, obwohl er bei diesem nur drei Jahre (von 1967 bis zum Ende seiner aktiven Laufbahn 1970) unter Vertrag stand. Denn mit den Diablos Rojos gewann er 1968 sowohl den Meistertitel als auch den Supercup und den CONCACAF Champions’ Cup.

## Erfolge
- Mexikanischer Meister: 1968
- Mexikanischer Pokalsieger: 1960 und 1966
- Mexikanischer Supercup: 1966 und 1968
- CONCACAF Champions’ Cup: 1968